# Paninsky (huyện)
Huyện Paninsky (tiếng Nga: ? райо́н) là một huyện hành chính tự quản (raion), của Tỉnh Voronezh, Nga. Huyện có diện tích 1402 km², dân số thời điểm ngày 1 tháng 1 năm 2000 là 33000 người. Trung tâm của huyện đóng ở Panino.